# Anja Kampe
Anja Kampe est une cantatrice soprano italienne d'origine allemande.

## Biographie
Elle nait à Zella-Mehlis en Thuringe, étudie le chant à Dresde puis s'installe à Turin et travaille à l'académie de musique C.M. von Weber et au conservatoire Verdi avec Elio Battaglia. Elle fait ses débuts professionnels dans Hänsel und Gretel.  Au Festival de Bayreuth en 2002 elle interprète Freia dans L'Or du Rhin et Gerhilde dans La Walkyrie de Richard Wagner. Elle tient ensuite les rôles de Leonore dans Fidelio (Beethoven) en 2006 à Glyndebourne, le rôle-titre dans Ariadne auf Naxos de Richard Strauss à Madrid. En 2009 elle joue Isolde dans Tristan und Isolde au Festival de Glyndebourne. En avril 2010 elle participe à la création américaine de l'opéra Die Gezeichneten de Franz Schreker à Los Angeles et en juin joue le rôle d'Elisabeth dans Tannhäuser (Wagner) à Vienne.
Elle a travaillé entre autres sous la direction de Claudio Abbado, Adam Fischer, Zubin Mehta, Jeffrey Tate. Son répertoire de prédilection est Richard Strauss, Giuseppe Verdi et Richard Wagner.